# Доржиев, Василий Григорьевич
Василий Григорьевич Доржиев — советский хозяйственный и политический деятель.

## Биография
Родился в 1924 году в селе Верхний Алзобей. Член КПСС.
Окончил Иркутский сельскохозяйственный институт.
В 1942—1943 — тракторист Аларской МТС.
Участник Великой Отечественной войны в составе 80-го мотострелкового полка 57-й мотострелковой дивизии
В 1950—1953 гг. — главный агроном Бильчирской МТС.
В 1953—1961 гг. — председатель колхоза имени Сталина Нукутского района Усть-Ордынского национального округа Иркутской области.
В 1961—1967 гг. — начальник Осинского районного управления сельского хозяйства.
В 1967—1984 гг. — второй секретарь Эхирит-Булагатского райкома КПСС.
В 1984—2000 гг. — заместитель председателя президиума Усть-Ордынского окружного Совета ветеранов.
Избирался депутатом Верховного Совета СССР 5-го созыва. Делегат XXI съезда КПСС.
Умер в 2011 году.

## Награды
- Орден Трудового Красного Знамени (трижды)